# Spy Dogs
Spy Dogs (The Secret Files of the Spy Dogs) è una serie televisiva a cartoni animati statunitensi-sudcoreani. La proprietà della serie è passata alla Disney nel 2001, quando la Disney ha acquisito Fox Kids Worldwide, che include anche Saban Entertainment.

## Personaggi
- Ralph
- Mitzy
- Cane Zero
- Timmy